# Krystian Wendisch

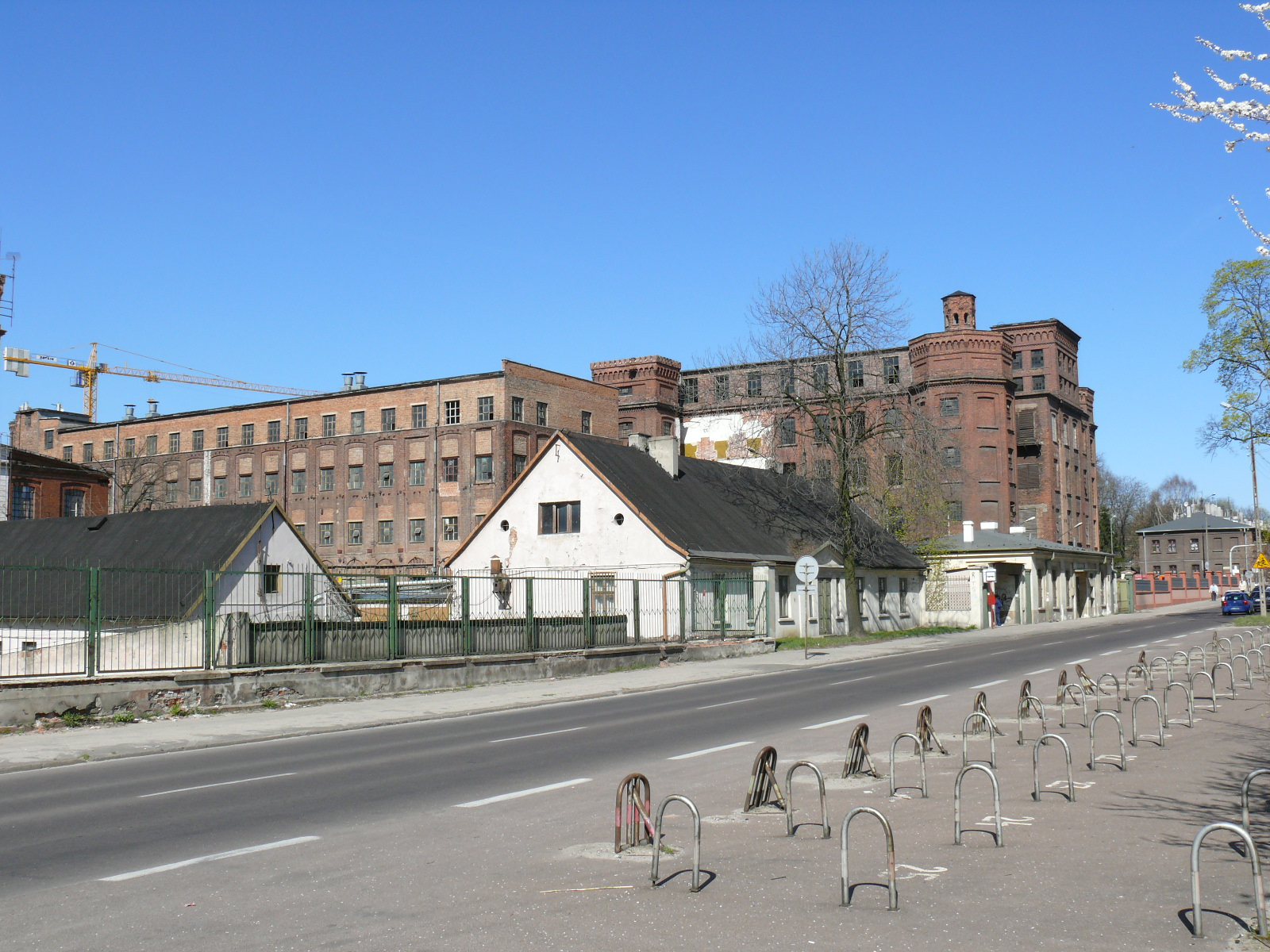
Dom Krystiana Wendischa, w tle fabryka Karola Scheiblera

Krystian Wendisch (ur. w 1786 w Budziszynie, zm. 21 stycznia 1830 w Łodzi) – niemiecki fabrykant, który przybył do Łodzi w 1824 roku.
W 1824 roku władze Królestwa Polskiego zezwoliły Wendischowi na otwarcie przędzalni bawełny. W następnym roku Wendisch otrzymał w wieczystą dzierżawę teren nad Jasieniem z Księżym Młynem i Wójtowskim Młynem i zobowiązał się w zamian postawić tam, w przeciągu dwóch lat, przędzalnię bawełny, a z biegiem czasu także lnu. Ostatecznie zakład stanął w 1827 roku. Mieścił się w największym wówczas, bo trójkondygnacyjnym, budynku w Łodzi. Wendischowi doskwierał brak własnego kapitału, w związku z czym musiał się posiłkować kredytami, najpierw rządowymi, a potem także pożyczką od Rajmunda Rembielińskiego w wysokości 45 000 złotych. Wyczerpany trudnościami finansowymi Wendisch zmarł na zawał serca 21 stycznia 1830 roku.